# Харисон (Монтана)
Харисон (енгл. Harrison) насељено је место без административног статуса у америчкој савезној држави Монтана.

## Демографија
По попису из 2010. године број становника је 137, што је 25 (-15,4%) становника мање него 2000. године.
| Група             | 2000.       | 2010.       |
| Белци             | 155 (95,7%) | 134 (97,8%) |
| Афроамериканци    | 0 (0,0%)    | 0 (0,0%)    |
| Азијати           | 1 (0,6%)    | 1 (0,7%)    |
| Хиспаноамериканци | 2 (1,2%)    | 2 (1,5%)    |
| Укупно            | 162         | 137         |